# Cantó de Château-Porcien
El cantó de Château-Porcien és un cantó francès del departament de les Ardenes, situat al districte de Rethel. Té 16 municipis i el cap és Château-Porcien.

## Municipis
- Avançon
- Banogne-Recouvrance
- Château-Porcien
- Condé-lès-Herpy
- Écly
- Hannogne-Saint-Rémy
- Hauteville
- Herpy-l'Arlésienne
- Inaumont
- Saint-Fergeux
- Saint-Loup-en-Champagne
- Saint-Quentin-le-Petit
- Seraincourt
- Sévigny-Waleppe
- Son
- Taizy

## Història
| Data d'elecció                           | Identitat      | Partit           | Qualitat |
| ---------------------------------------- | -------------- | ---------------- | -------- |
| 1945-1970                                | Edmond Pasté   | Divers gauche    |          |
| 1970-19..                                | Jean Dion      | RI               |          |
| 19..-1994                                | Marcel Cheyère | UDF              |          |
| 1994-                                    | Thierry Dion   | UDF, després UMP |          |
| les dades anteriors no són pas conegudes |                |                  |          |
|                                          |                |                  |          |

## Demografia
| A partir de 1990: Població sense dobles comptes |